# Coroa Imperial do Brasil
A Coroa do Império do Brasil, mais conhecida como Coroa de Dom Pedro II, é a coroa fabricada para uso do Imperador do Brasil Dom Pedro II em 1841 como parte das Joias do Império do Brasil. Após a proclamação da República, fez parte do Tesouro Nacional e, atualmente, faz parte do acervo do Museu Imperial de Petrópolis. Substituiu a coroa de Dom Pedro I e fez parte do antigo Brasão de armas do Brasil até 1889. Em 1935, por meio da lei nº 25, de 14 de fevereiro, passou a ser propriedade do Estado brasileiro.

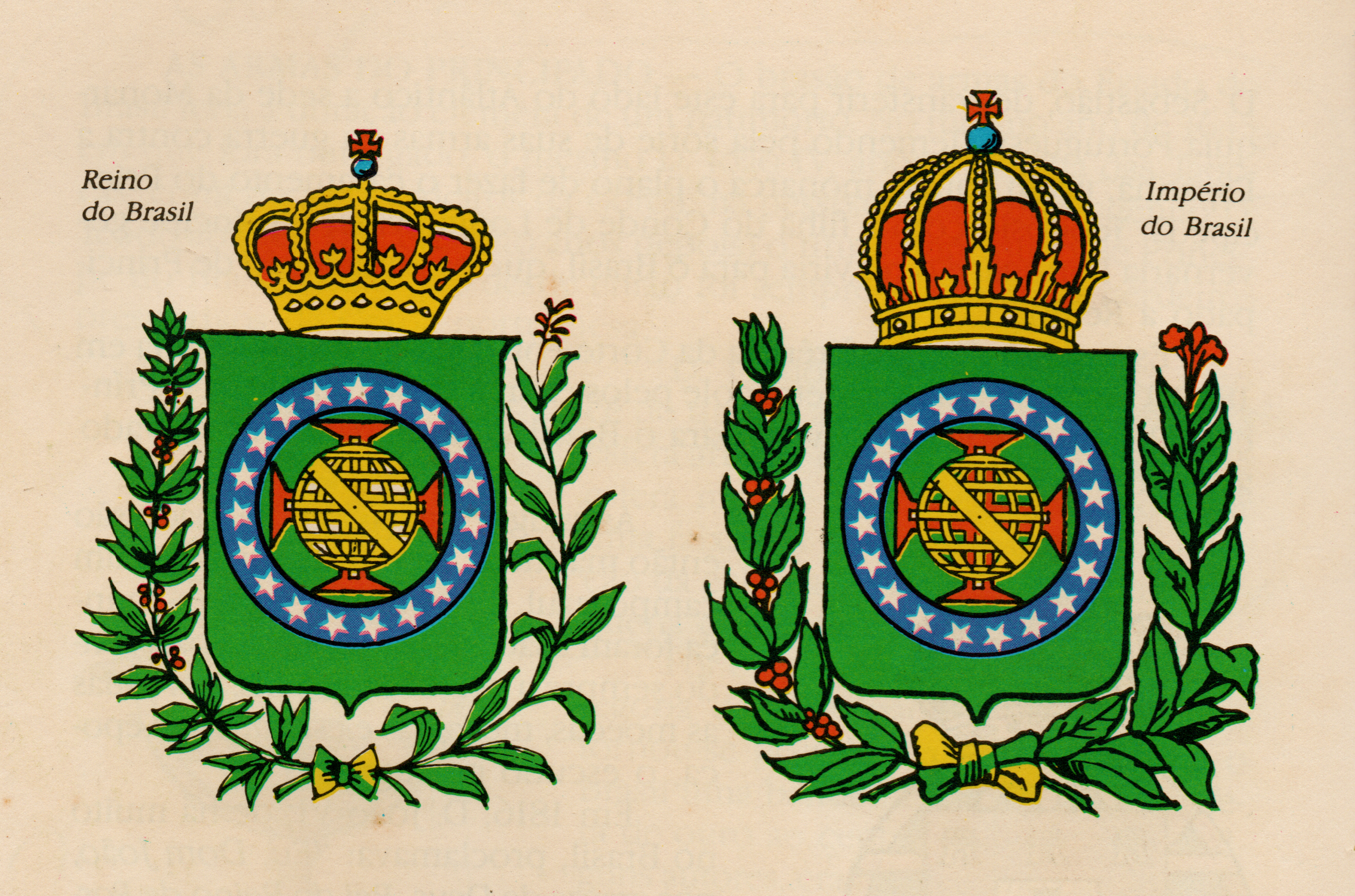
Padrão com a coroa real (que vigorou de 18 de setembro a 1 de dezembro de 1822) e com a coroa imperial.

## Fabricação

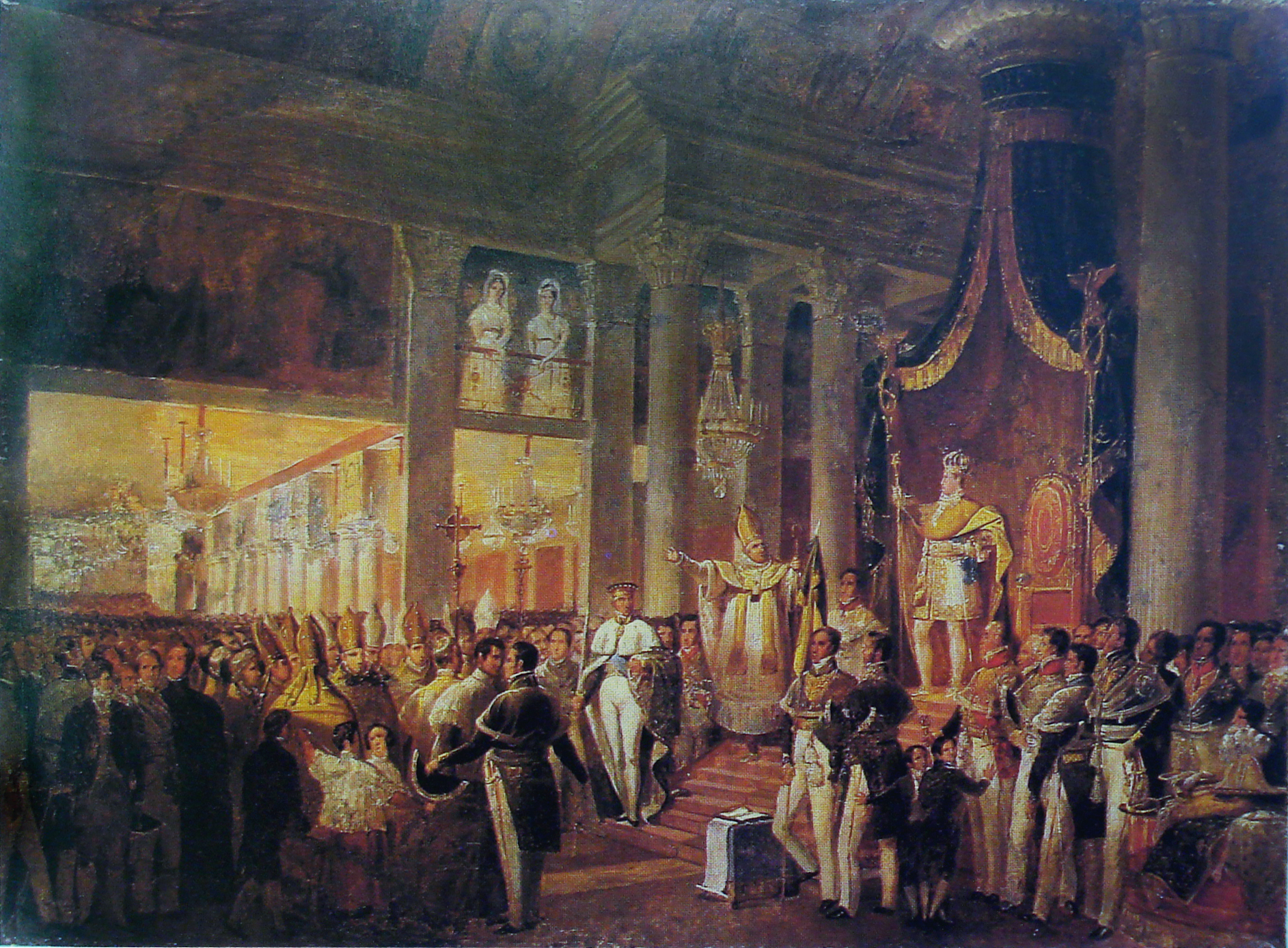
A Coração de D. Pedro II, pintura de Manuel de Araújo Porto-Alegre, c. 1840. Acervo do Museu Histórico Nacional.

A Coroa de Dom Pedro II foi fabricada por Carlos Martin, um ourives estabelecido à Rua do Ouvidor, no Rio de Janeiro, e foi pronta e exibida em público no dia 8 de julho de 1841 sobre uma almofada de seda branca e coberta por uma redoma de cristal poucos dias antes da coroação de Dom Pedro II, realizada em 18 de julho do mesmo ano.
Para a confecção da coroa foram aproveitados os brilhantes da coroa de seu pai D. Pedro I, e um fio de pérolas, também herança paterna de D. Pedro I. Depois de proclamada a República, a Coroa Imperial foi guardada no Tesouro Nacional, lá permanecendo até 1943, quando foi transferida ao recém-criado Museu Imperial de onde, desde então, nunca saiu.

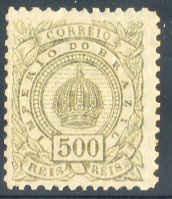
Em selo postal de 1887.

## Descrição
Toda a armação da coroa é trabalhada em ouro. A base da coroa suporta oito semiarcos encimados por uma cruz formando um Globus cruciger. A Coroa tem 0,310 m de altura, 0,205 m de diâmetro, pesa quase 1.955 g e é decorada com 639 brilhantes e 77 pérolas. Entre 1988 e 1989, a CEF fez a última perícia na coroa imperial, que avaliaram a peça em um milhão de dólares.

## Briga Judicial
Após o dia 15 de novembro, a Princesa Isabel foi impedida de herdar as Joias do Império do Brasil, que incluíam a Coroa Imperial, e logo abriu um processo contra a União, que só foi terminado em 1930, quando Isabel já havia falecido, com ganho judicial por parte dos descendentes de Pedro II. Em 1935, a compra das peças foi autorizada. O Governo Brasileiro teve de indenizar a família em 1.140:149$600 réis. Em comparação, hoje seriam necessários 17 milhões de reais.
A família decidiu que não guardaria a peça, já que ao seu ver era parte da história nacional.

## Cerimonial heráldico
Estudiosos tanto da heráldica quanto da vexilologia brasileira mencionam para se atentar para uma regra crucial na heráldica da coroa brasileira que consiste numa diferenciação: quando a coroa for da composição heráldica do Brasão de armas, posta em cima do escudo, o forro da coroa deve ser em goles, que em linguagem heráldica é o vermelho, mas quando se tratar do desenho físico da coroa o forro será na cor verde.
Milton Luz, na obra A História dos Símbolos Nacionais, pelas edições do Senado Federal, em 2005, assim se expressa com a seguinte literatura:
| “ | No projeto original de Debret, o campo do escudo e o forro da coroa em timbre eram verdes. Félix Taunay – como Debret, professor da Academia de Belas-Artes e seu primeiro diretor – não concordou com a repetição desta cor. Então, sugerindo sua substituição pelo vermelho, D. Pedro alegou que era essa a cor do escudo português, convindo que apenas o forro da coroa adotasse o goles, isto é, o vermelho. E mostrou-se intransigente quanto ao verde-amarelo que, dizia, “representavam a riqueza e a primavera eterna do Brasil”. | ” |